# Quatre-mâts barque

Schéma d'un quatre-mâts barque

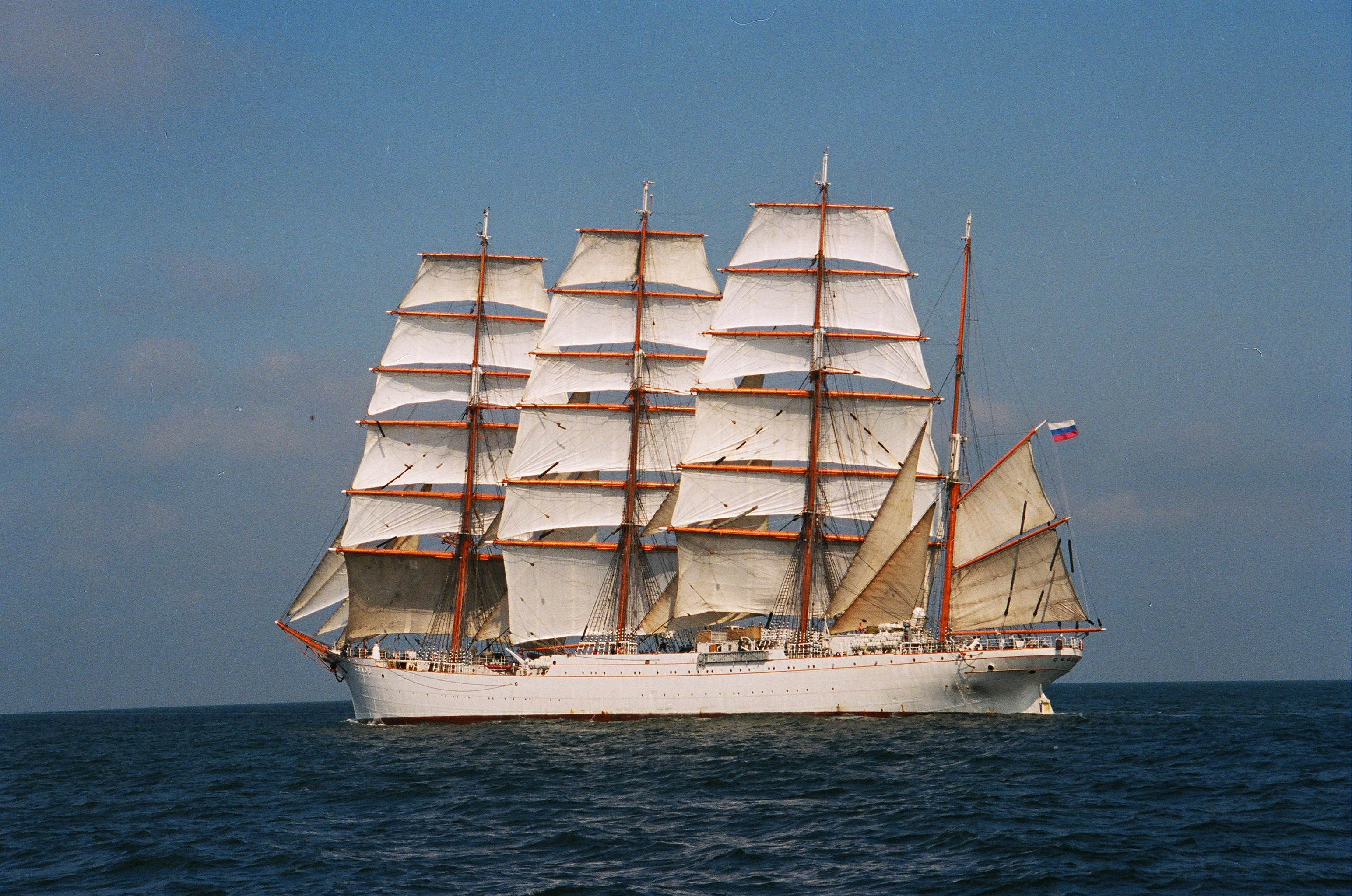
Le Sedov voiles ouvertes

Un quatre-mâts barque est un voilier à quatre-mâts à voiles carrées dont seul le mât arrière (mât d'artimon) est gréé exclusivement en voiles auriques. C'est une configuration de gréement fréquente des clippers. 

## Description
Tout comme le trois-mât barque, le quatre-mâts barque a toutes les voiles carrées à l’exception du mât arrière (alors appelé « mât de barque ») gréé exclusivement en voiles auriques : brigantine et flèche (flèche d'artimon). 
Ce type de gréement est fréquent sur les clippers (deuxième moitié du XIXe siècle). 
Le plus grand au monde, construit en 1853 aux États-Unis, est le Great Republic, de type clipper. Il fait naufrage en 1879, après sa transformation en trois-mâts barque sous le nom Denmark.

## Nom des voiles
Les principaux quatre-mâts barques sont des clippers présentant un gréement très proche. 
| Nom des voiles d'un quatre-mâts barque | Nom des voiles d'un quatre-mâts barque | Nom des voiles d'un quatre-mâts barque |
| --- | --- | --- |
| | | |
| 1. brigantine 2. voile de flèche 3. marquise 4. voile d'étai de flèche 5. grand-voile arrière 6. grand hunier fixe arrière 7. grand hunier volant arrière 8. grand perroquet fixe arrière 9. grand perroquet volant arrière 10. grand cacatois arrière | 11. grand-voile d'étai arrière 12. voile d'étai de grand perroquet arrière 13. voile d'étai de grand cacatois arrière 14. grand-voile avant 15. grand hunier fixe avant 16. grand hunier volant avant 17. grand perroquet fixe avant 18. grand perroquet volant avant 19. grand cacatois avant 20. grand-voile d'étai avant | 21. voile d'étai de grand perroquet avant 22. voile d'étai de grand cacatois avant. 23. misaine 24. petit hunier fixe 25. petit hunier volant 26. petit perroquet fixe 27. petit perroquet volant 28. petit cacatois 29. petit foc 30. faux foc 31. grand foc 32. clinfoc |

## Variante du gréement
Il existe des variantes de gréement pour les quatre-mâts, voisins des quatre-mâts barques, en fonction de la présence ou non de phares carrés (on appelle "phare" l'équipement d'un mât en voile) :
- Quatre-mâts carré : Tous les mâts sont gréés en voile carrée[2].
- Goélette à quatre mâts : tous les mâts sont gréés en voile aurique avec ou sans huniers (voiles carrés hautes)[2].
- Quatre-mâts goélette : Tous les mâts sont gréés en voile aurique à l'exception du phare avant entièrement carré[2].
- Goélette franche à quatre mâts : tous les mâts sont gréés en voiles auriques sans huniers[2].

| Type de Gréement   | Quatre-mâts carré              | Quatre-mâts barque                       | Quatre-mâts goélette                                                                    | Goélette à huniers à quatre mâts | Goélette à quatre mâts |
| ------------------ | ------------------------------ | ---------------------------------------- | --------------------------------------------------------------------------------------- | -------------------------------- | ---------------------- |
| Termes anglais     | 'Four-masted fully rigged ship | 'Four-masted barque / 'Four-masted' bark | 'Four-masted barquentine / 'Four-masted' schooner barque / 'Four-masted' jackass barque | Four-masted topsail schooner     | Four-masted schooner   |
| Schéma du gréement |                                |                                          |                                                                                         | Goélette à quatre mâts           | Goélette à quatre mâts |
| Exemples de navire |                                |                                          |                                                                                         |                                  |                        |

## Exemples de quatre-mâts barques

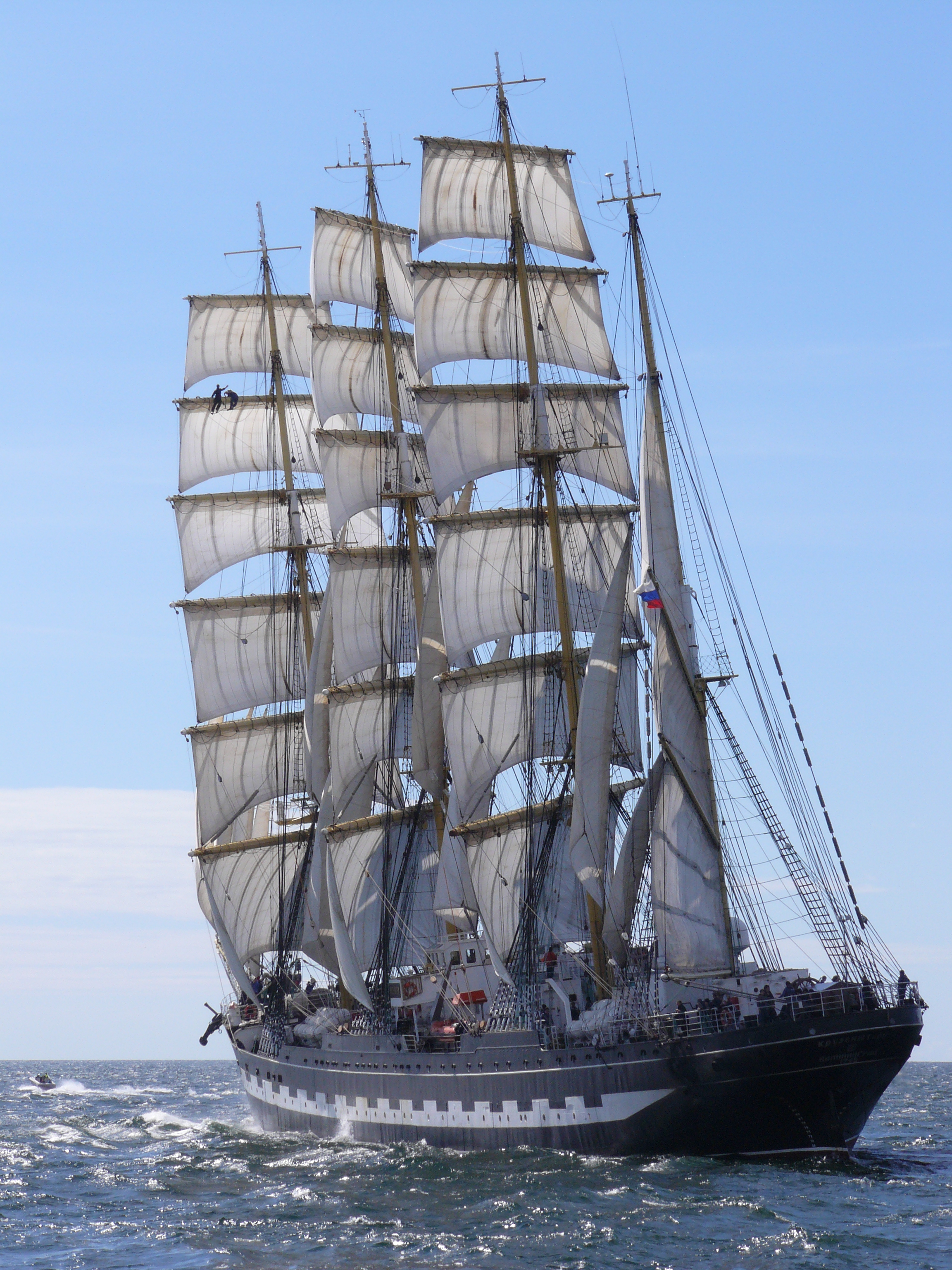
Le Kruzenstern.

### Vieux gréements et nouveaux voiliers en état de naviguer
- Le Sedov, le plus grand voilier russe.Kaiwo Maru II (1989)  Japon

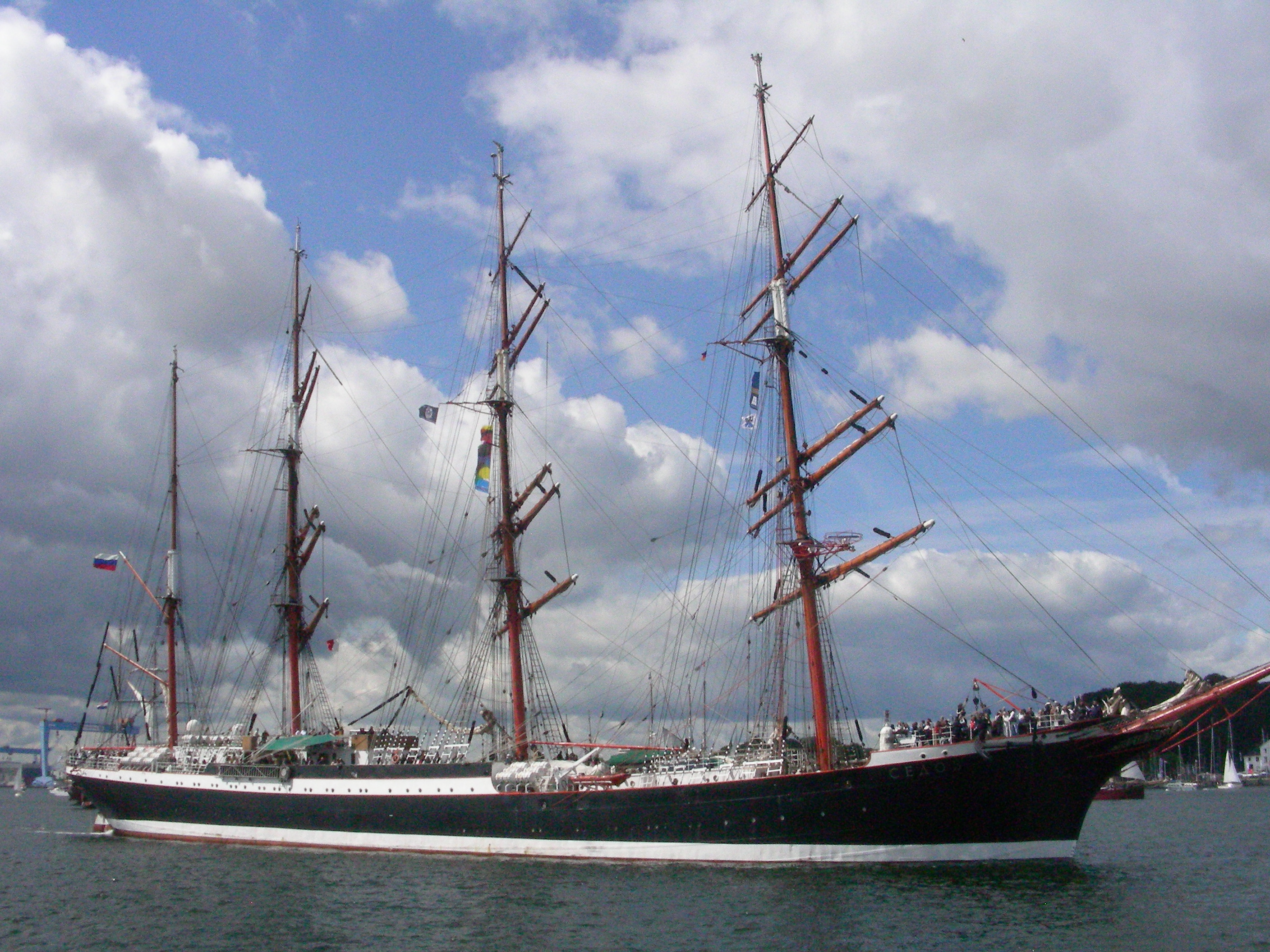
Le Sedov, le plus grand voilier russe.

- Krusenstern (1926), ancien Padua  Russie
- Nippon Maru II (1984),  Japon
- Sea Cloud (1931), ancien Hussar II  Malte,
- Union (2016)  Pérou

### Bateaux musées

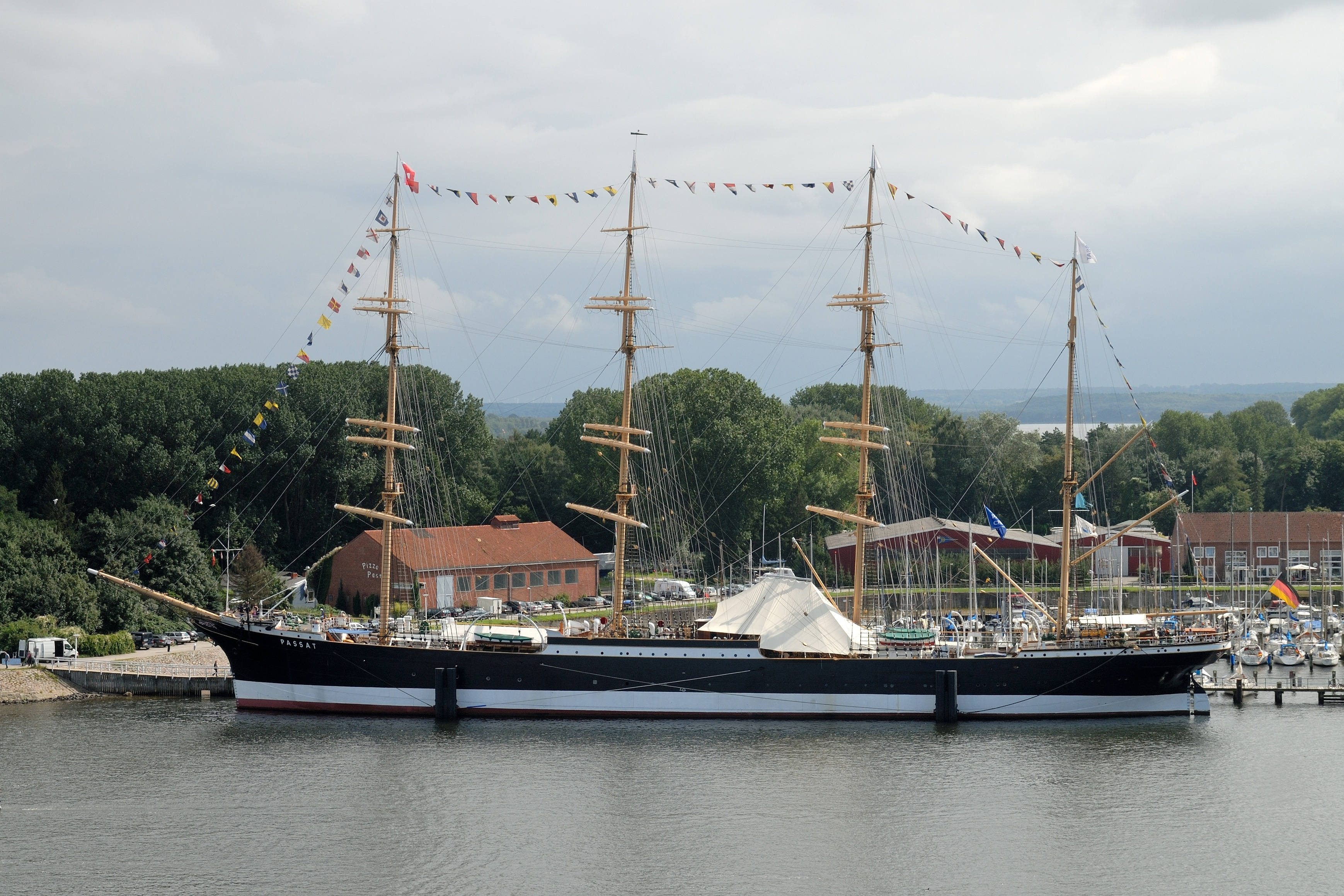
Le Passat à Travemünde, Allemagne.

- Kaiwo Maru (1930), au Kaiwo Maru Park de Toyama depuis 1990  Japon
- Moshulu (1904), bateau restaurant à Philadelphie  États-Unis
- Nippon Maru (1930) qui est en cale sèche, au Minato Mirai 21, ancien chantier naval de Yokohama depuis le 28 avril 1984  Japon
- Passat (1911) qui est amarré dans le port de Travemünde (Lübeck) depuis 1960  Allemagne
- Peking (1911), à quai du South Street Seaport de New York en tant que musée maritime  États-Unis
- Pommern (1903), est ancré à Mariehamn en Finlande (Åland)  Finlande
- Viking (1905), à quai du port de Göteborg (Suède) comme restaurant du parc d'attraction  Suède

### Navires disparus
- Dundonald (1891), naufrage en 1907.
- Garthpool (1891), échoué à Boavista au Cap Vert en 1929. Construit à Dundee (Écosse) sous le nom de Juteopolis. Dernier bateau à voile long courrier de la marine britannique. À son bord se trouvait Stan Hugill, le dernier shantyman professionnel de l'histoire de la marine britannique.
- Herzogin Cecilie (1902), quatre-mâts barque allemand qui a fait naufrage en juillet 1936.
- Lawhill (1892), mis à la ferraille en 1960.
- L'Avenir (1908), perdu en mer en mars 1938.
- Pamir (1905), naufrage le 21 septembre 1957.
- Persévérance (1896), quatre-mâts barque dit voilier à prime de l'Armement Bordes, coulé en 1917.
- Port Calédonia (1892), naufrage en 1924 sur le rocher d'Antioche (Oléron)[3].